# Stepní běžci

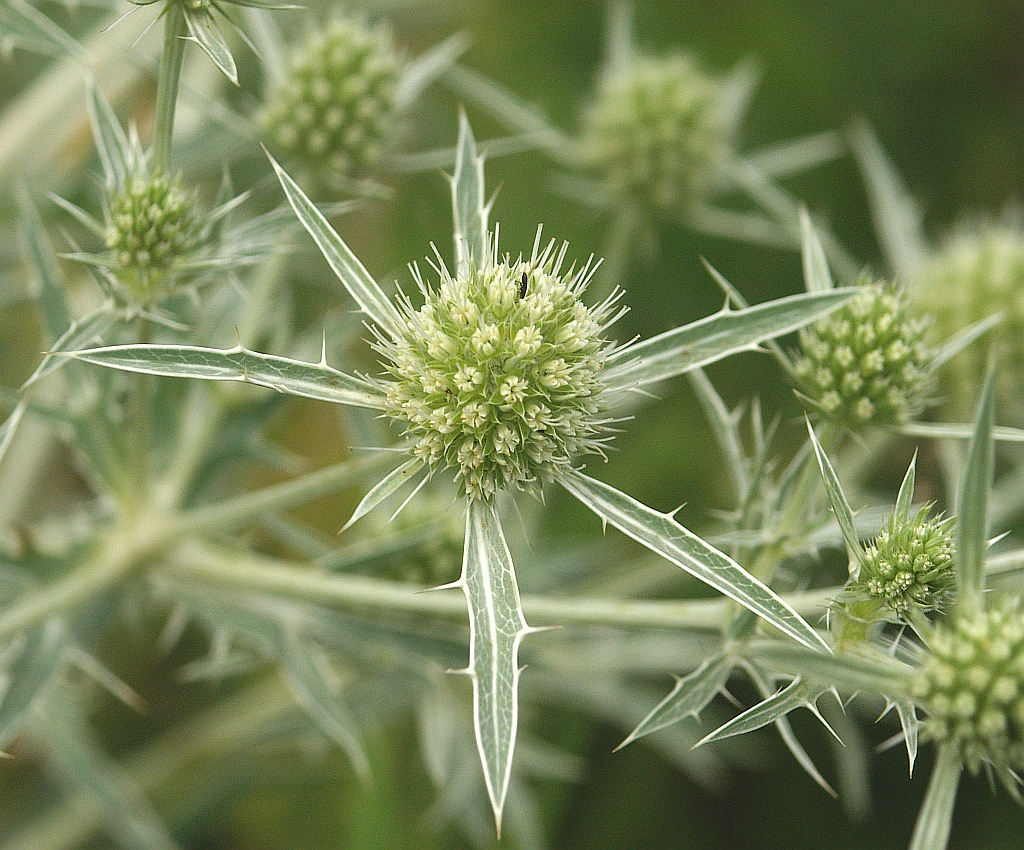
máčka ladní (Eryngium campestre)

Stepní běžci je označení pro stepní rostliny, které specifickým způsobem využívají vítr k vlastní migraci a rozšiřování svých semen. (Jedná se o specifický typ anemochorie.) Po uzrání semen obvykle celá nadzemní část rostliny uschne a utrhne se, načež je větrem odnášena daleko od svého původního místa a cestou z ní padají semena. Mívají obvykle silně větvenou lodyhu, celé rostliny pak často získávají kulovitý tvar.
Mohou také šířit požáry. V obydlených oblastech představují někdy problém i v podobě rychle se množícího obtížného plevelu, kterého se nelze prakticky zbavit.
Z našich rostlin patří ke stepním běžcům katrán tatarský (Crambe tataria), máčka ladní (Eryngium campestre), srpek obecný (Falcaria vulgaris), šater latnatý (Gypsophila paniculata), slanobýl obecný (Salsola tragus) a řepovník vytrvalý (Rapistrum perenne), dále sem patří například růže z Jericha (Anastatica hierochuntica).